# حسودی می‌کنی؟
آها او فی؟ (?Aha Oe Feii) یا حسودی می‌کنی؟  نقاشی توسط پل گوگن به سال ۱۸۹۲ است که بر اساس اقامت خود در تاهیتی کشیده‌است.
گوگن در نامه‌ای به دوست خود در سال ۱۸۹۲ در مورد نقاشی نوشته: «فکر می‌کنم این بهترین چیزی است که من تاکنون ساخته‌ام».
نقاشی در موزه پوشکین مسکو روسیه نگهداری می‌شود.